# Tscheboksarski Sawod Promyschlennych Traktorow
Koordinaten: 56° 7′ 4,1″ N, 47° 20′ 24,3″ O
Das Tscheboksarski Sawod Promyschlennych Traktorow (russisch Чебоксарский завод промышленных тракторов, auf Deutsch Tscheboksarsker Industrietraktorenwerk) ist ein ehemals sowjetisches und heute russisches Unternehmen in Tscheboksary in Tschuwaschien. Gegründet 1972 für den Bau von Kettentraktoren, produziert es heute hauptsächlich Baumaschinen und Kettenfahrzeuge, insbesondere Planierraupen. Seit 1993 firmiert das Unternehmen als offene Aktiengesellschaft unter dem Namen Promtraktor (ПАО «Промтрактор»), die Fahrzeuge werden seit 2002 unter dem Markennamen TschETRA, russisch ЧЕТРА vermarktet. Von den neuen privaten Eigentümern wurde ausgehend von Promtraktor ab 2005 der russische Konzern Traktornyje Sawody aufgebaut.
Bis 2002 verwendete das Unternehmen das Kürzel TschSPT (russisch ЧЗПТ). Heute wird diese Abkürzung als Marke für Baumaschinen vom ebenfalls russischen Tscheljabinski Sawod Promyschlennych Traktorow genutzt, einem eigenständigen Unternehmen, das weder geschichtlich noch wirtschaftlich zum ursprünglichen sowjetischen Werk gehört.

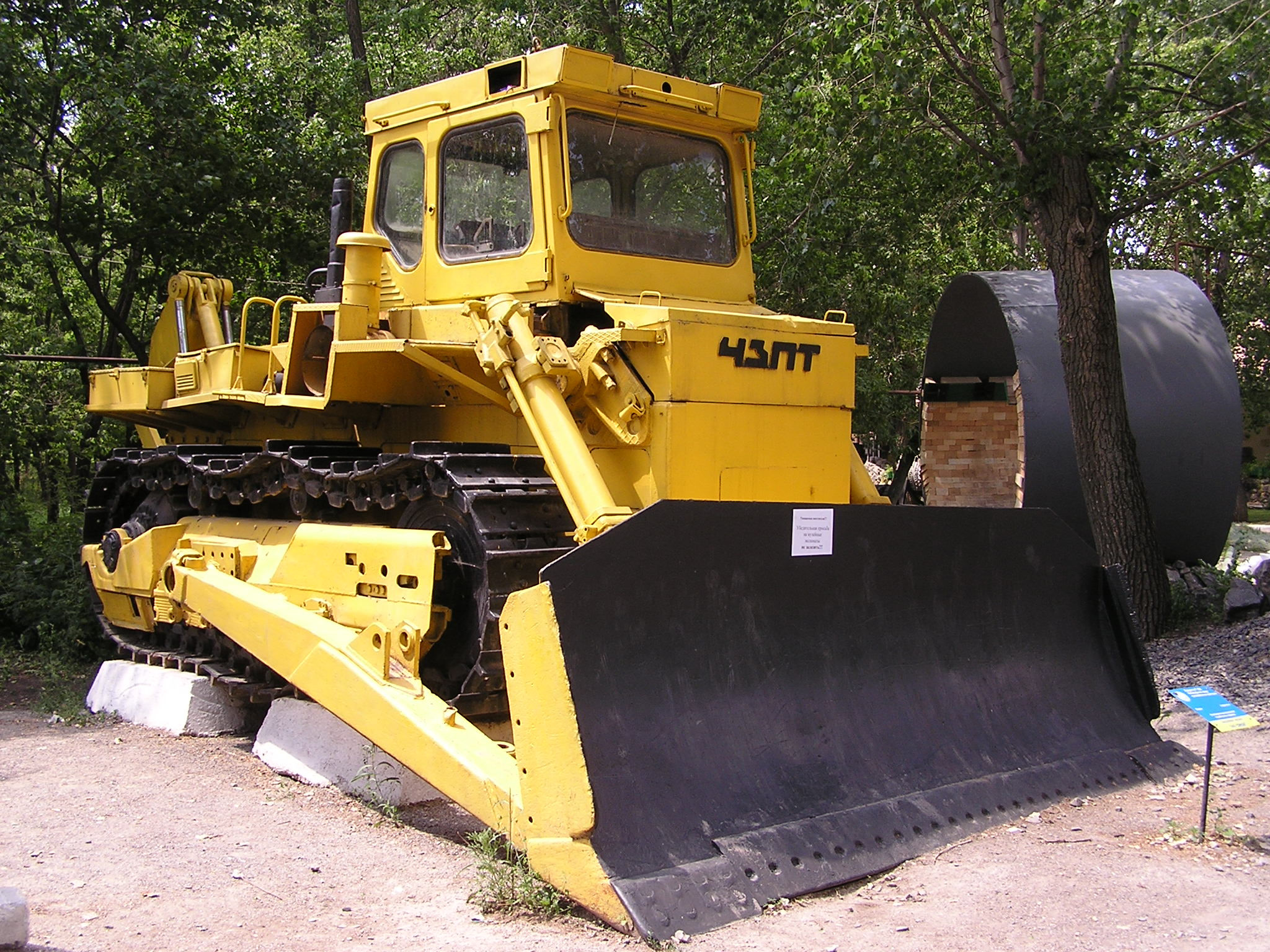
Die erste von TschSPT gebaute Planierraupe, eine T-330, in einem russischen Museum (2008)

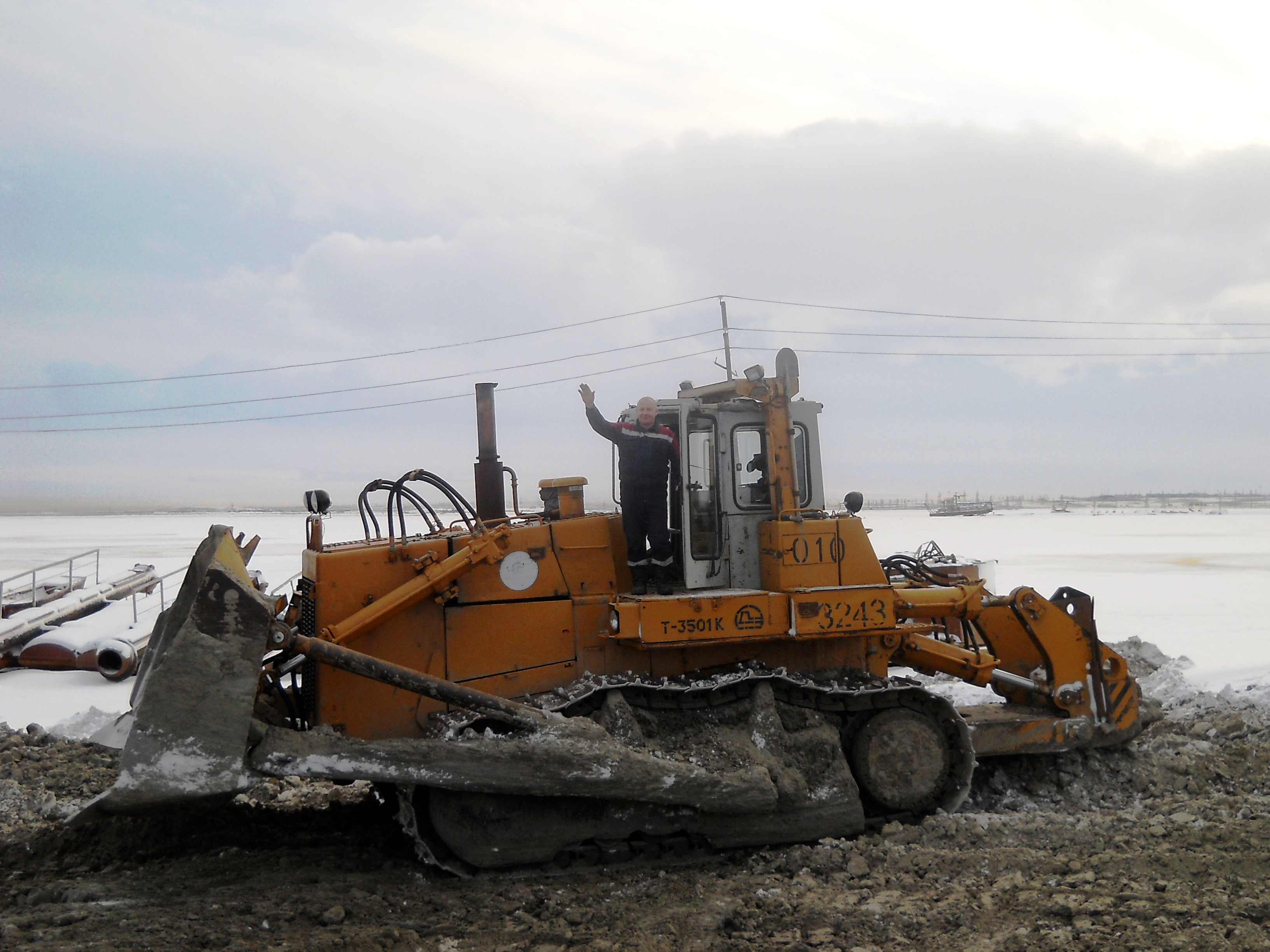
Eine T-35-Planierraupe älteren Baujahres im Einsatz (2010)

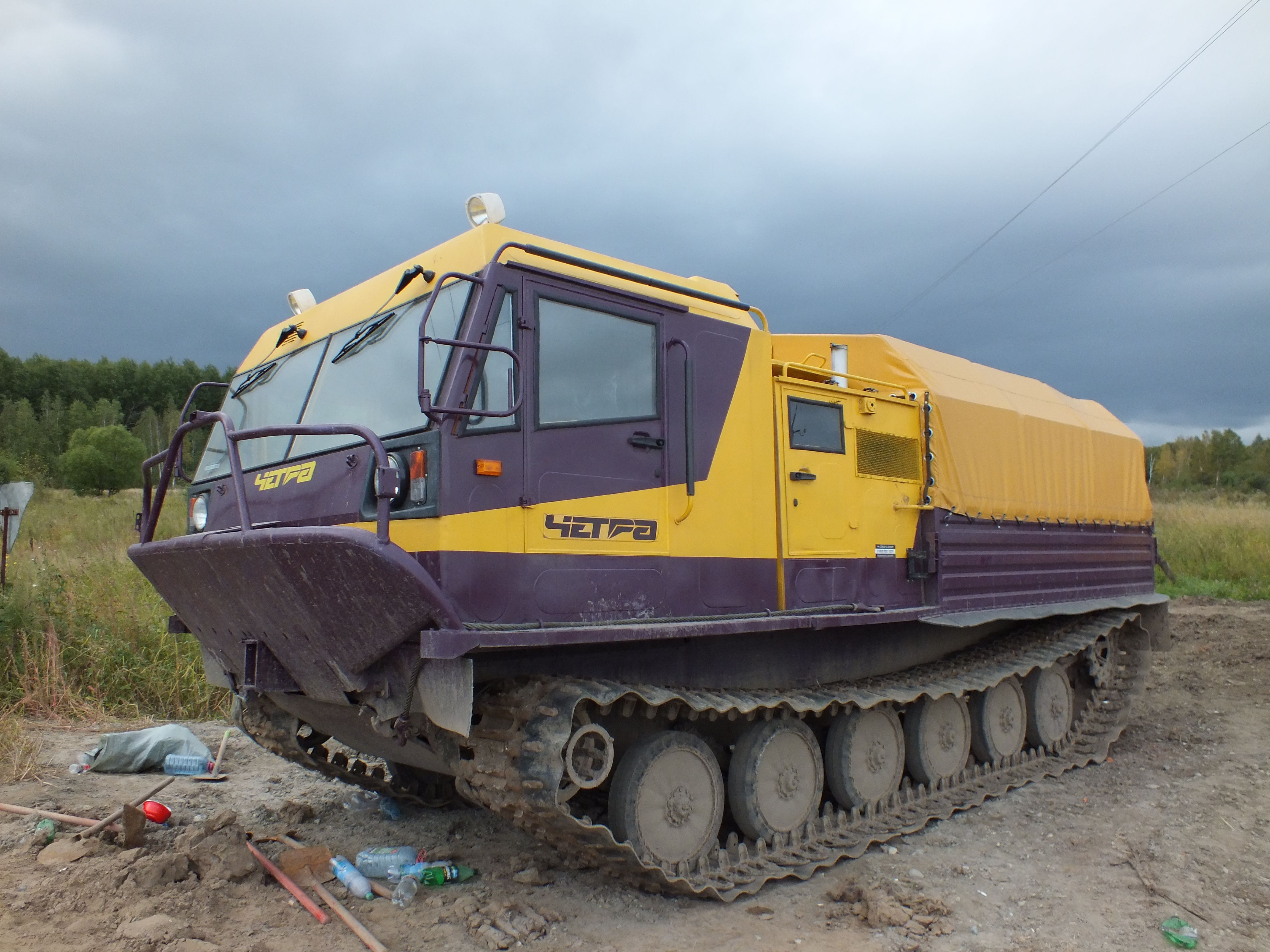
Kettenfahrzeug für den Transport von Material und Personen in für die neue Marke TschETRA typischer Farbgebung (2013)

## Unternehmensgeschichte
Um die Entwicklung wichtiger Industriezweige wie den Bergbau und die Ölindustrie zu fördern, erließ der Ministerrat der UdSSR 1971 den Beschluss, ein neues Werk zur Lastwagenproduktion und eines zur Produktion schwerer Baumaschinen zu errichten. Während das KamAZ-Werk 1976 in Betrieb ging, wurde das neue Traktorenwerk ab Januar 1972 in Tscheboksary errichtet. Zur Ausbildung der späteren Belegschaft wurden Spezialisten aus anderen sowjetischen Werken herangezogen, darunter aus dem Charkowski Traktorny Sawod, dem Wolgogradski Traktorny Sawod und dem Pawlodarski Traktorny Sawod. In der ersten Ausbaustufe waren Fertigungskapazitäten von 5000 schweren Kettentraktoren pro Jahr geplant, davon 4000 mit 330 und 1000 mit 500 PS.
Die Inbetriebnahme der ersten Gebäude erfolgte Ende 1974, 1975 wurden die ersten sechs Traktoren des Typs T-330 gefertigt. Bis 1976 stieg die Mitarbeiterzahl auf über 5000 Personen an. In den folgenden Jahren wurde die Produktionsmenge kontinuierlich gesteigert und weitere Unternehmensteile wurden in Betrieb genommen. Gleichzeitig entwickelten die Konstrukteure auf Basis des T-330 einen Rohrverleger, der erste Prototyp wurde 1977 gebaut, die Serienfertigung 1980 genehmigt. 1980 begann die Serienproduktion der schweren Planierraupe T-500 mit 500 PS. 1981 wurden 350 Fahrzeuge produziert, am 1. September 1982 verließ die 1000. Maschine das Werk.
In den 1980er-Jahren wurde zum einen die produzierte Fahrzeugmenge gesteigert, zum anderen wurden parallel neue Maschinen entwickelt. Die 5000. Planierraupe verließ das Werk im Februar 1986, die 10.000. bereits Ende August 1988. 1985 führte man eine neue Serie Kettentraktoren ein, die unter Abwandlungen zum Teil bis heute gebaut werden. 1989 wurde der erste Prototyp einer Planierraupe mit 750 PS (Typ T50.01) gefertigt.
Nach dem Zerfall der Sowjetunion nahm man auch Radfahrzeuge in sein Fertigungsprogramm auf. Ende 1993 wurde das Tscheboksarsker Industrietraktorenwerk vom Staatsbetrieb in eine offene Aktiengesellschaft überführt. In diesem Zusammenhang erfolgte auch die Umbenennung zu Promtraktor. In den folgenden Jahren wurden mehrere neue Planierraupen und Rohrverleger in die Fertigung aufgenommen, insbesondere Modelle, die kleiner waren als die zu sowjetischen Zeiten gebauten Maschinen. 2002 wurde die neue Marke TschETRA (ЧЕТРА) eingeführt und das sowjetische Kürzel TschSPT (ЧЗПТ) kam nicht mehr zur Verwendung. Es wird heute von einem anderen Baumaschinenhersteller aus Tscheljabinsk für dessen Produkte genutzt. Mitte 2005 wurde Promtraktor Teil des neu gegründeten Konzerns Traktornyje Sawody, die Vermarktung der Maschinen geschieht seither ausschließlich über das Vertriebsnetz der Marke TschETRA.
Mit Stand 2019 produziert das Unternehmen am Standort Tscheboksary nach wie vor Planierraupen und Rohrleger und bezieht dabei wesentliche Komponenten auch von westlichen Unternehmen wie Bosch, Cummins Engine oder der AKG-Gruppe.

## Produkte
Das Werk fertigt mit Stand Mitte 2019 hauptsächlich schwere Baumaschinen wie Radlader, Planierraupen und Rohrverleger für den Pipelinebau.

### Planierraupen
Die Angaben zum Gewicht beziehen sich auf den betriebsbereiten Zustand mit Planierschild.
- TschETRA T9 – kleinste Planierraupe des Herstellers, 165 PS, 21,8 t.
- TschETRA T11 – wahlweise 207 oder 210 PS, 23,5 t Gewicht.
- TschETRA T15 – wahlweise 250 oder 263 PS, 30 t Gewicht.
- TschETRA T20 – wahlweise 330 oder 335 PS, 37,5 t Gewicht.
- TschETRA T25 – wahlweise 441 oder 446 PS, 50,9 t Gewicht.
- TschETRA T35 – wahlweise 536 oder 560 PS, 62,3 t Gewicht.
- TschETRA T40 – schwerste Planierraupe des Herstellers, 660 PS und 70,3 t Gewicht.

### Rohrverleger
Die Angaben zum Gewicht beziehen sich auf den betriebsbereiten Zustand, die maximale Traglast wird bei einer Ausladung von 1,22 m erreicht.
- TschETRA TG122 – kleinste Ausführung, 150 PS, 26,3 t Eigengewicht, 26,5 t maximale Traglast.
- TschETRA TG222 – wahlweise 245 oder 250 PS, 33,8 t Eigengewicht, 44,2 t maximale Traglast.
- TschETRA TG302 – wahlweise 330 oder 335 PS, 45,4 t Eigengewicht, 65,7 t maximale Traglast.
- TschETRA TG503 – wahlweise 528 oder 560 PS, 65 t Eigengewicht, 105 t maximale Traglast.
- TschETRA TG511 – größte Ausführung, 480 PS, 67,3 t Eigengewicht, 107 t maximale Traglast.

### Radfahrzeuge
Unter der Marke TschETRA werden aktuell je ein Radplanierer und ein Radlader angeboten:
- TschETRA TK-25 – Radplanierer mit wahlweise 520 oder 560 PS Leistung und einem Eigengewicht von 46,5 t.
- TschETRA PK12 – Radlader, Nutzlast 12 t, Eigengewicht 51,6 t, wahlweise 520 oder 560 PS.